# Deltomyza australiensis
Deltomyza australiensis är en tvåvingeart som först beskrevs av Malloch 1930.  Deltomyza australiensis ingår i släktet Deltomyza och familjen parasitflugor. Inga underarter finns listade i Catalogue of Life.